# حثرة قائمة الثمار
الحثرة قائمة الثمار (باللاتينية: Boerhavia stenocarpus) نوع نباتي من جنس الحثرة من الفصيلة الشبّية.

## الموئل والانتشار
موطنه عُمان

## مرادفات للاسم العلمي
- (باللاتينية: Commicarpus stenocarpus)

## الوصف النباتي
نبات عشبي.